# Jefim Geller
Jefim Pietrowicz Geller, ros. Ефим Петрович Геллер (ur. 8 marca 1925 w Odessie, zm. 17 listopada 1998 w Moskwie) – rosyjski szachista, arcymistrz, wielokrotny uczestnik turniejów międzystrefowych, turniejów i meczów pretendentów do tytułu mistrza świata.

## Życiorys
W rozgrywkach o mistrzostwo świata zadebiutował stosunkowo późno. W 1952 roku, w wieku 27 lat zajął IV miejsce na turnieju międzystrefowym w Sztokholmie, za Aleksandrem Kotowem, Markiem Tajmanowem i Tigranem Petrosjanem. W turnieju pretendentów w Zurychu (1953) zajął VII miejsce. Podobny wynik uzyskał w następnym cyklu rozgrywek o mistrzostwo świata (VII miejsce na turnieju pretendentów w Amsterdamie w 1956 roku).
Na turnieju międzystrefowym w Sztokholmie w 1962 roku Geller wspólnie z Petrosjanem zajął II miejsce za Bobby Fischerem, awansując do turnieju pretendentów w Curaçao, gdzie walnie przyczynił się do wyeliminowania Fischera z dalszych rozgrywek przez koalicję radzieckich arcymistrzów. Petrosjan, Paul Keres i Geller, którzy zajęli trzy pierwsze miejsca, remisowali partie pomiędzy sobą, rezerwując siły na potyczki z Amerykaninem (rozgrywano po cztery partie każdy z każdym). Zespołowy sposób rozegrania przez Rosjan tego turnieju był powodem licznych protestów Fischera i oskarżeń o niesportową postawę.
W następnych trzech cyklach rozgrywek Geller uczestniczył w meczach pretendentów, przegrywając dwukrotnie z Borysem Spasskim (w półfinale w 1965 roku i w ćwierćfinale w 1968 roku) oraz Wiktorem Korcznojem (w ćwierćfinale w 1971 roku). W 1973 roku na turnieju międzystrefowym w Petrópolis (Brazylia) podzielił drugie miejsce z Lwem Poługajewskim i Lajosem Portischem, jednak nie awansował do dalszych rozgrywek, przegrywając z nimi dodatkowy trójmecz. W swoim ostatnim występie w turnieju międzystrefowym w 1976 roku zajął X miejsce. W 1992 roku zdobył tytuł mistrza świata seniorów.
W swojej długoletniej karierze Geller wziął udział w ponad trzydziestu prestiżowych turniejach indywidualnych, zajmując 11 razy pierwsze i 7 razy drugie miejsce. Dwukrotnie zdobył tytuł mistrza Związku Radzieckiego (w 1955 i 1979 roku). W latach 1952–1980 siedmiokrotnie reprezentował ZSRR na olimpiadach szachowych, zdobywając siedem złotych medali drużynowo, trzy złote i dwa srebrne indywidualnie. Miał dodatni bilans spotkań z mistrzami świata Michaiłem Botwinnikiem, Wasilijem Smysłowem, Tigranem Petrosjanem i Robertem Fischerem. Osiągnął najwyższy poziom we wszystkich elementach królewskiej gry, jednak najlepiej czuł się w skomplikowanych pozycjach, w których mógł wykazać się talentem kombinacyjnym. Był uznanym ekspertem otwarć szachowych: obrony królewsko-indyjskiej i obrony sycylijskiej oraz cenionym autorem książek szachowych. W opinii Michaiła Tala Geller sięgnąłby po tytuł mistrza świata, gdyby lata II wojny światowej nie uniemożliwiły mu wcześniejszego rozpoczęcia profesjonalnego treningu szachowego.
Najwyższy ranking w karierze osiągnął 1 stycznia 1976 r., z wynikiem 2620 punktów dzielił wówczas 8. miejsce na światowej liście FIDE. Według retrospektywnego systemu Chessmetrics, najwyżej sklasyfikowany był w maju 1963 r., zajmował wówczas 2. miejsce (za Tigranem Petrosjanem) na świecie.